# 波波龙属 (蛇颈龙目)
波波龙（属名：Bobosaurus）是鳍龙超目爬行类已灭绝的一个属，与蛇颈龙目近缘。其建立于正模标本MFSN 27285，为意大利北部卡尼阶早期（晚三叠世早期）里奥德拉戈组（Rio del Lago Formation）发现的部分骨骼。波波龙由法比奥·达拉维奇亚（Fabio M. Dalla Vecchia）于2006年命名，模式种是弗罗尤利波波龙（B. forojuliensis）。波波龙可能是种皮氏吐龙科或与蛇颈龙目关系更近。一项近期系统发育分析发现波波龙属于皮氏吐龙类。它是种体型较大的动物，身长超过3米（9.8英尺）。